# 辉发河
辉发河（转写：Hoifa bira）位于中国东北地区中部，是第二松花江左岸支流。辉发河上游也称大柳河，古时曾名卫乐江（韦泺江）、回跋江、回霸江、灰扒江。全长267.7千米，流域面积14900平方千米。

## 历史
辉发河流域有着古老的历史，在旧石器时代晚期就有人类居住。上游梅河口境内有春秋战国时期的青铜文化遗址－石棚墓遗址以及罕见的女真文字碑－庆云摩崖石刻，中游有辉发古城，下游有渤海国长岭府治所遗址－苏密城。关于“辉发”一名，有多个解读的版本。按1986年编《辉南县志》所记，明嘉靖年间，王机褚征服辉发河流域土部，在扈尔奇山（辉发山）上筑城，建立辉发部，因辉发河流经而得名。也有认为，辉发满语意为野茶汁，辉发河水色青似野茶汁，故以其为部落名。而在《辽史》里，辉发作契丹语，最早为女真部落的名称，意思是“往来无禁”。辽称“回霸”，明、清著作里又作“回跋”，在其它史籍中出现时又写作“回怕”、“灰扒”。

## 干流概况
辉发河发源于辽宁省清原满族自治县南山城镇境内的龙岗山脉北麓，蜿蜒北流进入辽吉两省交界处的海龙水库，出库后进入吉林省境内，向东北流经梅河口市、辉南县、桦甸市，最后于桦甸市金沙镇头道沟东北汇入第二松花江。全长267.7千米，其中辽宁省境内长33.7千米。河道比降0.5‰。

## 流域概况
辉发河流域面积14900平方千米，其中辽宁省流域面积540.8平方千米。流域内水系发育，支流较多，河网密度较大，左岸和右岸支流比较均匀对称。流域面积大于1000平方千米的支流有莲河、大沙河、一统河、三统河、金沙河。
流域内属温带大陆性季风气候，四季分明。年均气温4.1℃，年均降水量600～780毫米，降水多集中在6－9月。年均径流量35.94亿立方米。